# Tellimya benthicola
Tellimya benthicola is een tweekleppigensoort uit de familie van de Lasaeidae. De wetenschappelijke naam van de soort werd als Scintillona benthicola in 1956 gepubliceerd door Dell.